# ألكسي افاناسييف
ألكسي افاناسييف (بالروسية: Афанасьев, Алексей Егорович)‏  (و. 1936 – 2014 م) هو فيزيائي من الاتحاد السوفيتي .
توفي في تفير، عن عمر يناهز 78 عاماً.

## التعليم
تعلم في Tver State Technical University ‏

## جوائز
حصل على جوائز منها:
- ميدالية العامل المخضرم [الإنجليزية]‏
- ميدالية الاستعراض الذهبية للإنجازات الاقتصادية  [لغات أخرى]‏.